# Trichoniscoides bonneti
Trichoniscoides bonneti är en kräftdjursart som beskrevs av Albert Vandel 1946A. Trichoniscoides bonneti ingår i släktet Trichoniscoides och familjen Trichoniscidae. Inga underarter finns listade i Catalogue of Life.